# Witte de With

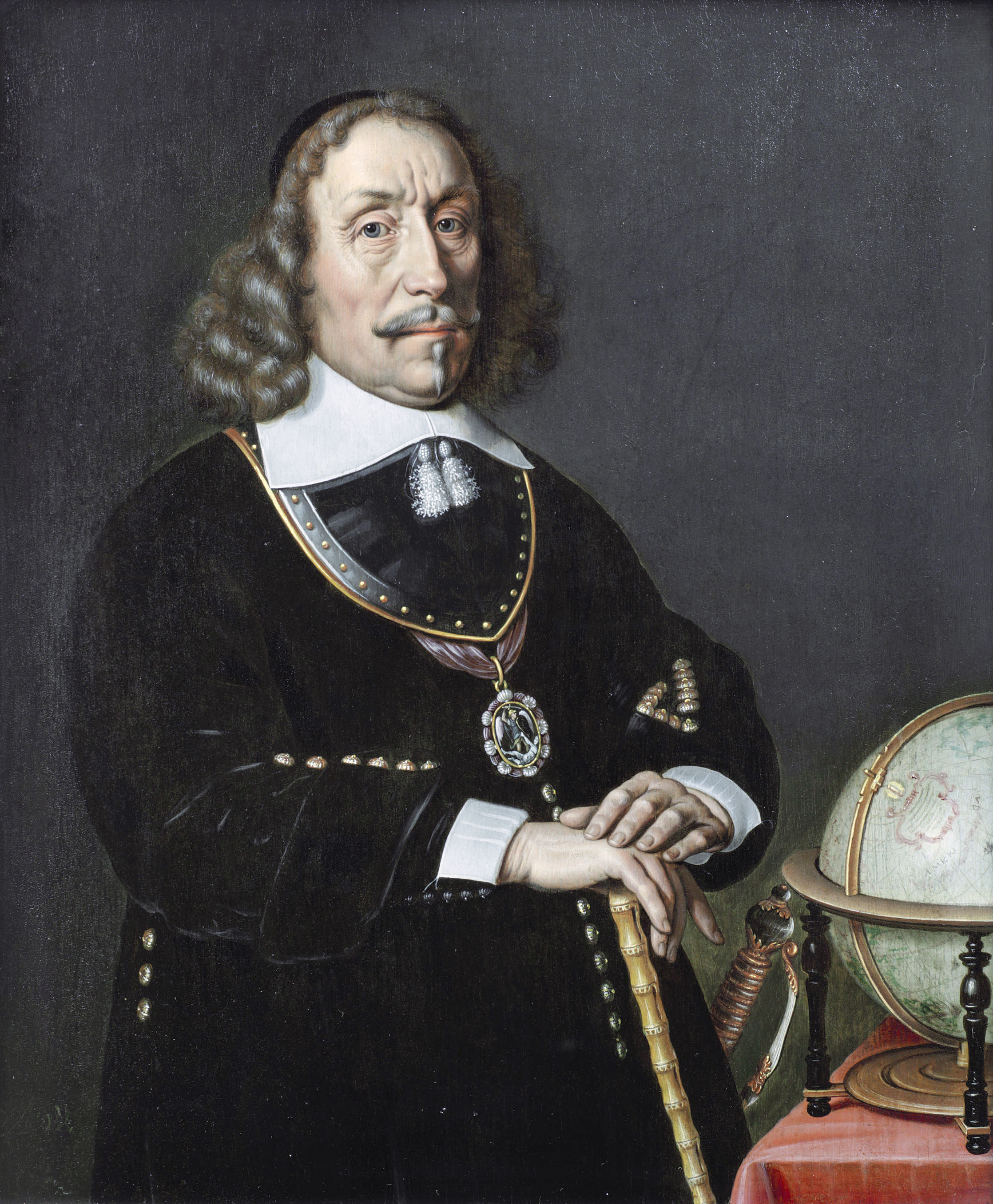
Witte C. de With de Abraham van Westerveld

Witte Corneliszoon de With (28 de março de 1599 em Den Briel, 8 de novembro de 1658, Öresund) foi um importante almirante da Holanda.

## Infância e adolescência
De With nasceu em uma fazenda perto de Den Briel. O pai de De With morreu em 1602. Sua família era menonita e pacifista, mas ele era violento desde cedo, foi batizado por um padre calvinista e não se sentia mais comprometido com a não violência. Depois de alguns trabalhos menores, ele fez sua primeira viagem para as Índias Orientais Holandesas aos dezessete anos, como grumete no navio do capitão Geen Huygenszoon Schapenham.
Participou no cerco de Jacarta em 1619 como cabo. Em maio de 1620 ele retornou à Holanda. Ele foi contratado pelo Almirantado do Meuse e navegou sob Schapenham no Mediterrâneo e no Báltico. Em julho de 1622, tornou-se capitão do Delft, a nau capitânia de Schapenham, que já havia se tornado vice-almirante. Em 1623 sua frota navegou para a costa oeste da América.
Após a morte de Schapenham, ele retornou em setembro de 1626 como vice-almirante da frota de especiarias da Companhia Holandesa das Índias Orientais trazendo mercadorias no valor de cinco milhões de florins.

## Captura da Frota do Tesouro Espanhola
Em 1628 foi capitão de bandeira do almirante Piet Pieterszoon Hein, que capturou a frota do tesouro espanhola em Cuba. Dos 11 milhões de florins saqueados, De With recebeu 500 florins - mas não ficou satisfeito com isso, pois havia desempenhado um papel importante na empresa. Em 1629, os almirantados holandeses recusaram ao seu novo comandante-em-chefe Heyn a adição de um oficial tático especial à sua tripulação, como Heyn de With pretendia. Desapontado, de With deixou a frota e comandou o Grote Visserij da frota de arenque, Maarten Tromp tornando-se seu capitão de bandeira. Em 1635, de With retornou à frota por um curto período de tempo, até que se desentendeu com o tenente-almirante Philips van Dorph.

## Batalha Naval nas Colinas
Em 1637 tornou-se vice-almirante da Holanda e da Frísia Ocidental quando os mais altos oficiais navais foram substituídos por incompetência. Mas de With ficou novamente desapontado porque não era o comandante supremo, mas Tromp estava acima dele. Na Guerra dos Oitenta Anos contra a Espanha, de With lutou na Batalha Naval das Colinas de 1639. De With ficou com ciúmes da popularidade de Tromp por causa de seu sucesso nesta batalha. Ele fez acusações contra o vice-almirante da Zelândia, Johan Evertsen.

## Cortes marciais
Em 1640, de With foi submetido à corte marcial, pois quando sua frota foi dispersada por uma tempestade, ele retornou sozinho a Hellevoetsluis.
Em 1644 e 1645 ele navegou por Øresund com frotas mercantes quando os dinamarqueses queriam impor tarifas mais altas.
Em 1647, de With foi enviado com uma frota mal equipada para apoiar a colônia holandesa no Brasil contra os portugueses. Mas recusou-se a cooperar com o Conselho do Brasil. Após meses de conflito e suprimentos insuficientes, sua frota mal conseguiu lutar. Contra suas ordens, ele retornou à Holanda em novembro de 1649 com seus dois navios oceânicos restantes. Após sua chegada, ele foi para os Estados Gerais para reclamar sobre a colônia no Brasil, mas foi preso, considerado culpado em 259 acusações e quase decapitado. Ele foi salvo pela objeção da Holanda. Em fevereiro de 1651, ele foi absolvido da maioria das acusações e sua sentença reduzida à perda de sua renda durante o período relevante.

## Primeira Guerra Holandesa-Inglesa
Na Primeira Guerra Naval Anglo-Holandesa de 1652-1653, Tromp caiu em desgraça no outono de 1652 e de With comandou a frota holandesa na Batalha naval de Kentish Knock. O almirante era tão impopular entre muitos marinheiros que, quando escolheu o Brederode como nova nau capitânia e quis embarcar no navio, foi impedido de fazê-lo e teve que tomar outro navio como nau capitânia. Alguns navios deixaram sua frota, até porque seus capitães não gostavam dele. Os holandeses perderam a batalha naval. Moralmente quebrado, adoeceu por alguns meses e Tromp voltou a comandar a frota. Em 8 de maio, Tromp tornou-se oficialmente Comandante-em-Chefe novamente e De With comandou sub-frotas na batalha naval em Gabbard e a batalha naval final em Scheveningen, na qual Tromp caiu. Entre 14 de agosto e 22 de setembro, de With foi novamente comandante supremo, após o que foi substituído pelo tenente-almirante Jacob van Wassenaer Obdam. De 1654 a 1656 não esteve ativo, com uma exceção: uma viagem à libertação de Danzig, pela qual lutou junto com Van Wassenaer.

## Batalha naval em Øresund
Em novembro de 1658 ele caiu na batalha naval de Oresund na Segunda Guerra do Norte. Ele comandou a vanguarda da frota holandesa no alívio de Copenhague contra os suecos. Seu navio, o Brederode, encalhou e foi cercado por navios inimigos. Ele foi atingido na coxa esquerda por uma bala de mosquete e horas depois foi baleado no peito. Quando soldados suecos embarcaram no navio, ele se recusou a largar sua espada e lutou com dois suecos. Ele desmaiou, foi levado para sua cabine para se recuperar, insistiu em uma prancha para ir para o navio sueco, desmaiou lá novamente e morreu. Seu corpo foi embalsamado por ordem de Carlos X da Suécia e levado para a Suécia. Em janeiro de 1659 seu corpo foi transportado para Copenhague, depois para a Holanda e enterrado em grande esplendor em Rotterdam em 7 de outubro.